# لقاح السرطان

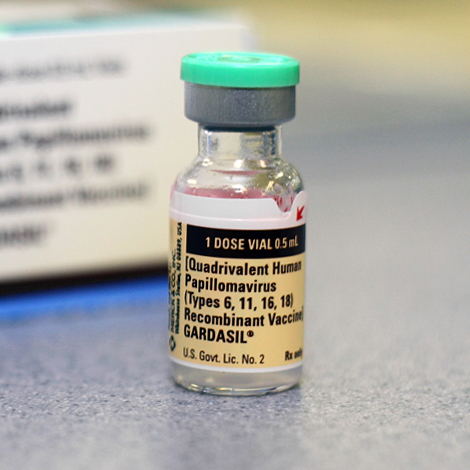

يشير مصطلح لقاح السرطان إلى لقاح يعمل على منع حالات الإصابة بفيروسات مسببة للسرطان أو يعالج حالات سرطان حالية أو يمنع تطور السرطان لدى أفراد معينين معرضين للإصابة به بدرجة كبيرة. (واللقاحات التي تعالج حالات السرطان الحالية تعرف باسم لقاحات السرطان العلاجية.)
تحدث بعض أنواع السرطان، مثل سرطان عنق الرحم وبعض أنواع سرطان الكبد الناتجة عن سرطانة الخلايا الكبدية بسبب الفيروسات، وستعمل اللقاحات التقليدية المضادة لهذه الفيروسات مثل لقاح فيروس الورم الحليمي البشري وكذلك فيروس التهاب الكبد الوبائي ب على منع الإصابة بأنواع السرطان هذه. (لا توجد مناقشة مستفيضة لهذه اللقاحات المضادة للفيروسات في باقي هذه المقالة) وهناك بعض السرطانات الأخرى ناتجة إلى حد ما عن حالات العدوى البكتيرية (على سبيل المثال سرطان المعدة والجرثومة الملوية البوابية) ولم تتم حاليًا مناقشة اللقاحات التقليدية المضادة للبكتيريا المسببة للسرطان.
ظل العلماء يحاولون تطوير لقاحات مضادة لأنواع السرطان الحالية.
ويعتقد بعض الباحثين أن الخلايا السرطانية تنشأ بصفة دورية ويتم تدميرها بواسطة النظام المناعي الصحي; وأن السرطان يتكون عندما يفشل النظام المناعي في تدميرها.

## الطريقة
من طرق التلقيح ضد السرطان فصل البروتينات عن الخلايا السرطانية وتحصين مرضى السرطان ضد تلك البروتينات، أملاً في تحفيز تفاعل مناعي يقتل الخلايا السرطانية. ويتم تطوير لقاحات سرطان علاجية لعلاج سرطان الثدي والرئة والقولون والجلد والكلى والبروستاتا وأنواع أخرى من السرطان.
في تجربة ضمن المرحلة الثالثة حول الورم الجريبي اللمفاوي (نوع من الأورام الليفية غير هودجكن), أوضح الباحثون أن لقاح BiovaxID نجح في إطالة فترة تهدئة الأعراض بمعدل 44.2 شهرًا، في مقابل 30.6 شهرًا بالنسبة للمريض الخاضع للمراقبة، وذلك في اجتماع الجمعية الأمريكية لطب الأورام الإكلينيكي (American Society of Clinical Oncology) الذي عقد في شهر يونيو من عام 2009.
وفي 14 أبريل عام 2009, أعلنت مؤسسة ديندريون (Dendreon) أن المرحلة الثالثة من تجربتها الإكلينيكية للقاح Provenge, وهو لقاح للسرطان مصمم لعلاج سرطان البروستاتا، قد حققت زيادة ملحوظة في معدل البقاء على قيد الحياة. وقد حاز هذا اللقاح على موافقة إدارة الأغذية والأدوية الأمريكية (FDA) لاستخدامه في علاج المرضى المصابين بحالات متقدمة من سرطان البروستاتا في 29 أبريل عام 2010. وقد كانت الموافقة على استخدام لقاح Provenge بمثابة عامل محفز على الاهتمام بهذا النوع من العلاج.
وهناك أسلوب آخر للتلقيح العلاجي ضد السرطان وهو تحفيز الاستجابة المناعية في الموضع المصاب لدى المريض. وهذا الأسلوب تم استخدامه بنجاح بواسطة مؤسسة بيوفيكس إنك BioVex Inc بمدينة ووبيرن بولاية ماساتشوستس في منتجها OncoVEX GM-CSF. ويعتبر OncoVEX GM-CSF نسخة من فيروس الهربس البسيط الذي تم تصميمه ليستنسخ نفسه بشكل انتقائي في نسيج الأورام وكذلك لإفراز البروتين المحفز للمناعة عامل تحفيز مستعمرات الخلايا المحببة الأكولة. بدوره، يعمل هذا الأمر على تحسين الاستجابة المناعية المضادة للأورام تجاه مستضدات الأورام التي يتم إطلاقها بعد استنساخ الفيروس الانحلالي مما يوفر لقاحًا موضعيًا مضادًا للأورام مناسبًا لحالة المريض كنتيجة لذلك. ويحدث هذا حاليًا في تجارب «المرحلة الثالثة» لعلاج سرطان الميلانوما (سرطان الخلايا الصبغية) وسرطان الرأس والرقبة بعد ملاحظة وجود نسبة كبيرة للغاية من الفعالية في تجارب «المرحلة الثانية».[بحاجة لمصدر] وقد اشترت شركة أمجين إنك (Amgen Inc) لقاح BioVex بمليار دولار في يناير عام 2011.
وفي 8 أبريل عام 2008، أعلنت شركة أنتيجينيكس (Antigenics) الكائنة في نيويورك عن حصولها على الموافقة على استخدام أول لقاح لعلاج السرطان في روسيا. وهي أول موافقة تقدمها جهة تنظيمية للعلاج المناعي من السرطان. وقد ساعد العلاج، لقاح Oncophage, على زيادة معدل البقاء على قيد الحياة دون انتكاس بما يزيد قليلاً عن عام واحد وفقًا لنتائج تجربة إكلينيكية ضمن المرحلة الثالثة. وتتعلق الموافقة بمجموعة فرعية من مرضى سرطان الكلى المعرضين بدرجة متوسطة لانتكاس المرض. وهذا اللقاح في انتظار الموافقة عليه بالولايات المتحدة والاتحاد الأوروبي ولكنه سيحتاج إلى تجربة جديدة من أجل الحصول على موافقة إدارة الأغذية والأدوية الأمريكية.
ومعظم لقاحات السرطان الجاري تطويرها تعالج أنواعًا معينة من السرطان وهي لقاحات علاجية. ويتم حاليًا تطوير العديد من لقاحات السرطان بواسطة شركات مثل:
- المركز الكوبي للمناعة الجزيئية، لقاح CimaVax-EGF, والذي يستهدف سرطان الرئة
- شركة باناسيلا لابز إنك، وهي شركة تابعة لمؤسسة كليفلاند بيولابز (Cleveland Biolabs)  ==Vaccine%20development== (المعروفة اختصارًا باسم CBLI)] : لقاح موبيلان MOBILAN القائم على فيروسات الغدد الذي يحفز استجابة النظام المناعي. وهذا اللقاح جاهز للمرحلة النهائية من التطوير السابق للتجارب الإكلينيكية.
- مؤسسة ديندريون (DNDN[الإنجليزية]) (لقاح Neuvenge[الإنجليزية], لعلاج أنواع السرطانات التي تفرز مستقبلات عوامل نمو البشرة لدى الإنسان من الفئة الثانية HER2/neu[الإنجليزية] مثل سرطان الثدي والمثانة والقولون والمبايض),[9]
- شركة سيلديكس ثيرابيوتكس (Celldex Therapeutics) (لقاح CDX110 وCDX1307 وCDX1401),
- شركة هيت بيولوجيكس (Heat Biologics) من خلال علاج ImPACT لمكافحة سرطان الرئة ذي الخلايا غير الصغيرة (NSCLC) والأنواع الأخرى من السرطان
- مؤسسة جيرون كوربريشن *Geron Corporation[الإنجليزية] (لقاح GRNVAC1),
- شركة بي إن إميونو ثيرابيوتكس (BN ImmunoTherapeutics)[10] (لقاح PROSTVAC),
- شركة جلوب إميون[الإنجليزية] [11][12]GlobeImmune[الإنجليزية] (نظام Tarmogen[الإنجليزية], لقاح GI-4000 وGI-6207 وGI-6301),[13]
- شركة أدفاكسيز[الإنجليزية] [14] Advaxis[الإنجليزية] (لقاح ADXS11-001[الإنجليزية] وADXS31-001 وADXS31-164),
- شركة بيوفيست إنترناشيونال[الإنجليزية] Biovest International المملوكة بنسبة الأغلبية لصالح أكسينشيا بيوفارماسيوتيكالز Accentia Biopharmaceuticals (لقاح BiovaxID[الإنجليزية] في المرحلة الثالثة),
- شركة جالينا بيوفارما Galena Biopharma[الإنجليزية] (لقاح NeuVax[الإنجليزية]),
- شركة أفاكس تكنولوجيز Avax Technologies[الإنجليزية] [لقاح AC],
- شركة جينيريكس بيوتكنولوجي (Generex Biotechnology) من خلال شركتها الفرعية أنتيجين إكسبريس Antigen Express المملوكة لها بالكامل والمتخصصة في مجال العلاج المناعي (لقاح Ae-37).
- شركة إيماتيكس بيوتكنولوجيز (Immatics Biotechnologies) (على سبيل المثال لقاح IMA901 لعلاج سرطان الكلى)[15]
- شركة سكانسيل هولدينجز (Scancell Holdings), (لقاح SCIB1[الإنجليزية])
- شركة ميرك (Merck), في عام 2009, تبدأ تجارب المرحلة الثالثة على لقاح Stimuvax[الإنجليزية] لعلاج سرطان الثدي.[16] وقد حققت نتائج مبشرة في المرحلة ب 2 من تجربة لعلاج سرطان الرئة غير المؤهل لإجراء عملية جراحية.
- شركة أونكوثيرابي ساينس (Oncotherapy Science) (تم إنتاج أول لقاحات الببتيدات على مستوى العالم. وبعض اللقاحات الآن في المرحلة الثانية والثالثة[17])
- شركة بريما بيوميد إل تي دي (Prima BioMed LTD) - لقاح Cvac, وهو علاج ضد سرطان المبايض في المرحلة الثالثة.[18])

وكذلك لقاح ALVAC-CEA.

## اللقاحات العلاجية المعتمدة
- شركة أنتيجينيكس إنك. (لقاح Oncophage[الإنجليزية], المعتمد في روسيا عام 2008 لعلاج سرطان الكلى),
- Dendreon[الإنجليزية] (لقاح Sipuleucel-T و Provenge[الإنجليزية], المعتمد بواسطة إدارة الأغذية والأدوية الأمريكية في أبريل عام 2010 لعلاج سرطان البروستاتا الهرموني المستعصي المتنقل).

### اللقاحات غير المدعومة
شركة سيل جينيسيز (Cell Genesys) (لقاح GVAX) وشركة كانسرفاكس CancerVax (لقاح Canvaxin) وشركة جينيتوب كورب Genitope Corp (العلاج المناعي الشخصي بعقار MyVax) وشركة فافريل إنك Favrille Inc (لقاح FavId) هي نماذج لمشروعات إنتاج لقاح السرطان تم إنهاؤها نتيجة لضعف نتائج المرحلة الثالثة (رغم البيانات المبشرة في المرحلة الثانية والاستجابات القوية للنظام المناعي).

## الخصائص المرغوبة
يجب أن تساعد لقاحات السرطان الفعالة على مواجهة العديد من التحديات. إذ تسعى لقاحات السرطان إلى استهداف مستضد خاص بالورم ومتميز عن البروتينات الذاتية. من المطلوب تحديد الجزيئات المساعدة المناسبة التي تنشط الخلايا الممثلة للمستضد لتحفيز استجابة النظام المناعي. في الوقت الحالي، تم اعتماد عصوية كالميت جيران (BCG) والأملاح القائمة على الألومنيوم ومستحلب زيت السكوالين المائي فقط للاستخدام الإكلينيكي على مستوى العالم. كما ينبغي أن يسعى اللقاح الفعال إلى توفير ذاكرة طويلة الأجل لمنع انتكاس الورم. يعتقد بعض العلماء أنه للقضاء على الورم نهائيًا، ينبغي تنشيط كلّ من النظام المناعي الفطري والتكيفي.

## المستضدات المرشحة
مستضدات الأورام تم تقسيمها إلى فئتين شاملتين وهما: مستضدات الأورام المشتركة ومستضدات الأورام الفريدة. هناك العديد من الأورام التي يعبر عنها بمصطلح المستضدات المشتركة. أما مستضدات الأورام الفريدة فتنتج عن الطفرات التي يتم تحفيزها من خلال مسببات السرطان الفيزيائية أو الكيميائية؛ ومن ثم يتم التعبير عنها فقط عن طريق أورام فردية.
في أحد المناهج، تحتوي اللقاحات على خلايا ورمية كاملة، على الرغم من أن هذه اللقاحات كانت أقل فعالية في إثارة استجابات النظام المناعي في نماذج السرطان التلقائية. تعمل مستضدات الأورام المحددة على تقليل مخاطر المناعة الذاتية ولكن نظرًا لأن النظام المناعي يتم توجيهه إلى مادة تحديد مستضد أحادية، فبإمكان الأورام تفادي التدمير من خلال تفاوت فقد المستضدات. قد تساعد عملية تسمى «نشر مادة تحديد المستضد» أو «المناعة المحفَزة» على تقليل هذا الضعف، لأنه في بعض الأحيان تؤدي استجابة النظام المناعي لمستضد أحادي إلى تطور المناعة ضد مستضدات أخرى بنفس الورم.

## المشكلات المفترضة
من السهل نسبيًا إنتاج لقاح ضد فيروس معين. يعتبر الفيروس عنصرًا غريبًا بالنسبة للجسم، ومن ثم فسوف تنبعث عنه مستضدات يستطيع النظام المناعي التعرف عليها. علاوة على ذلك، فهناك في العادة متغيرات قليلة فقط صالحة للفيروس المعني. ومن الصعب للغاية تطوير لقاحات لفيروسات تحدث لها طفرة بشكل دائم مثل الإنفلونزا أو فيروس العوز المناعي البشري.
قد تكون هناك العديد من أنواع الخلايا المختلفة في الورم، وكل منها له مستضدات مختلفة على سطح الخلايا. بالإضافة إلى ذلك، فهذه الخلايا مستمدة من الفرد المصاب بالسرطان، ومن ثم يظهر عدد قليل من المستضدات الغريبة عن هذا الفرد، وذلك إذا ظهر أي من المستضدات. وهذا يجعل من الصعب على النظام المناعي التمييز بين الخلايا السرطانية والخلايا الطبيعية. يعتقد بعض العلماء أن سرطان الكلى وكذلك سرطان الخلايا الصبغية (الميلانوما) هما نوعا السرطان اللذان ظهرت الكثير من الأدلة التي تثبت أنهما يتسببان في الاستجابة الفورية والفعالة للنظام المناعي، وربما يرجع هذا إلى أنهما غالبًا ما يظهر معهما مستضدات يتم التعرف عليها كعناصر غريبة. وبناءً على ذلك، فقد تم توجيه العديد من محاولات تطوير لقاحات للسرطان لعلاج هذه الأورام. ورغم ذلك، وفي ظل نجاح مؤسسة ديندريون في علاج سرطان البروستاتا، وهو مرض لا ينتكس مطلقًا بشكل تلقائي، فقد تكون أنواع السرطان الأخرى بخلاف الميلانوما وسرطان الكلى عرضة بدرجة مساوية لهجمات النظام المناعي.
ورغم ذلك، فمعظم التجارب الإكلينيكية التي تجري الأبحاث على لقاحات السرطان قد فشلت أو حققت استجابات ضئيلة للغاية من خلال معايير تقييم طب الأورام الموحدة الموصوفة باسم معايير RECIST. ولا أحد يعلم الأسباب الدقيقة لذلك، ولكن التفسيرات المحتملة لذلك تتضمن:
1) المرحلة المرضية الخاضعة للعلاج كانت متقدمة للغاية: من الصعب تحفيز النظام المناعي ليقاوم رواسب الأورام الضخمة، لأن الأورام تعمل بنشاط على تثبيط النظام المناعي باستخدام مجموعة متنوعة من الآليات (على سبيل المثال إفراز السيتوكاينات التي تثبط النشاط المناعي). من المحتمل أن تكون الفترة المبكرة من المرض هي المرحلة الأكثر ملاءمة للقاح السرطان، إذ يكون حجم الورم صغيرًا ولكن المشكلة في هذه المرحلة هي أن التجارب الإكلينيكية تستغرق أكثر من خمس سنوات وتتطلب أعدادًا كبيرة من المرضى للوصول إلى نتائج قابلة للقياس. والبديل المتاح هو استهداف المرضى الذين لديهم أقل قدر متبقٍ من المرض بعد إزالة الورم عن طريق الجراحة أو العلاج الإشعاعي أو العلاج الكيميائي (توفيره في حد ذاته لا يضر بالنظام المناعي).
2) تجنب فقد المتغيرات (لقاحات السرطان التي تستهدف مستضد أورام واحد فقط من المحتمل أن تكون أقل فعالية. تكون الأورام متغايرة الخواص بدرجة كبيرة ويختلف استخلاص المستضدات بدرجة ملحوظة بين الأورام (حتى بين الرواسب الموجودة لدى نفس المريض). أكثر لقاحات السرطان فعالية من المحتمل أن يتسبب في استجابة النظام المناعي ضد مجموعة واسعة من مستضدات الأورام لتقليل فرصة تمكن الورم من أن تحدث له طفرة ويصبح مقاومًا للعلاج).
3) العلاجات السابقة (نجحت العديد من التجارب الإكلينيكية في الماضي في علاج المرضى الذين تلقوا دورات عديدة من العلاج الكيميائي). غالبًا ما يكون العلاج الكيميائي مثبطًا للنخاع الشوكي ويدمر النظام المناعي. ولا توجد أي فائدة من إعطاء لقاح سرطان لمريض تم تثبيط مناعته).
4) بعض الأورام تنتشر بسرعة كبيرة للغاية و/أو على نحو غير متوقع، بل ويمكنها بالفعل تجاوز سرعة النظام المناعي. قد يتطلب الأمر من شهرين إلى ثلاثة أشهر حتى تكتمل استجابة النظام المناعي للقاح ما، ولكن بعض أنواع السرطان (على سبيل المثال سرطان البنكرياس المتقدم) قد تؤدي إلى تدهور إكلينيكي ملحوظ، بل وقد يصل الأمر إلى الوفاة خلال هذا الإطار الزمني.
5) العديد من التجارب الإكلينيكية للقاحات السرطان تفحص استجابات النظام المناعي التي يقوم بها المرضى كهدف رئيسي لتلك التجارب. ويتم بعد ذلك تحديد العلاقات المتبادلة، والتي توضح في العادة أن المرضى الذين صدرت عنهم أقوى استجابات للنظام المناعي كانوا هم المرضى الذين عاشوا لمدة أطول، وقد تم اعتبار هذا دليل على أن اللقاح يعمل جيدًا. ورغم ذلك، فهناك تفسير بديل يقول أن المرضى الذين صدرت عنهم أفضل استجابات للنظام المناعي كانوا هم المرضى الأكثر صحة الذين كانت لديهم احتمالية أكبر للتعافي من المرض، وقد كانوا سيعيشون لمدة أطول في أي حال، حتى دون تناول اللقاح. ونعني بهذا أن استجابات النظام المناعي قد تكون مجرد انعكاس بسيط لحالة صحية أفضل، وليست مؤشرًا على أن اللقاح كانت له أية تأثيرات مفيدة. وبناءً على هذا، فإن هؤلاء «الأصدقاء المزيفين» للنظام المناعي ربما يكونون قد جذبوا البعض للانضمام إلى تجارب باهظة التكلفة ضمن المرحلة الثالثة دون أي أساس منطقي قوي.

### توصيات لضمان النجاح
في يناير عام 2009، تم نشر مقال مراجعة في مجلة Expert Reviews حول العلاج المضاد للسرطان (المجلد 9، 1#، الصفحات 67 - 74) وقد ألقى الضوء على مظاهر الفشل في البرنامج السابق وقدم توصيات لضمان النجاح على النحو التالي:
1. استهداف أماكن بها أعباء أمراض منخفضة أو منخفضة للغاية؛ فمن الواضح أن اللقاحات لن تعمل مع المرضى المصابين بمرض متنقل في مرحلة متقدمة.
2. إجراء تجارب عشوائية ضمن المرحلة الثانية حتى تتم إدارة برنامج المرحلة الثانية على نحو كاف – مقاومة إغراء القفز إلى المرحلة الثالثة قبل الاستعداد لها.
3. عدم إجراء تجارب عشوائية على المستضد بالإضافة إلى العنصر المساعد في مقابل العنصر المساعد فحسب. الهدف المنشود هو تحقيق فائدة إكلينيكية للعلاج المناعي (أي اللقاح المزود بجسم مساعد) مقارنة بمعيار الرعاية، وليس معيار الرعاية بالإضافة إلى العنصر المساعد. قد يكون للعنصر المساعد تأثير إكلينيكي منخفض الشدة من شأنه أن يتسبب في انحراف القوة الإحصائية للتجربة، مما يزيد من فرص ظهور نتائج سلبية زائفة.
4. اتخاذ قرارات التطوير بناءً على بيانات إكلينيكية، وليس استجابات النظام المناعي فحسب. تكون نقاط النهاية الفاصلة بين الأحداث أكثر قيمة ومناسبة من الناحية الإكلينيكية. حتى هذا التاريخ، لم تكن استجابات النظام المناعي مؤشرًا على وجود فائدة إكلينيكية. من المحتمل أن تكون القدرة على زيادة استجابة النظام المناعي مجرد عامل تنبئي يحدد المرضى الذين لديهم خصائص علاجية مسبقة تزيد من احتمالية البقاء على قيد الحياة لفترة أطول.
5. يجب تضمين الالتزام بالقواعد في البرنامج منذ بدايته، إلى جانب الاستثمار في عملية التصنيع وفحوصات المنتج مبكرًا. فمن الأكثر صعوبة إضافة التجهيزات لاحقًا.

## وصلات خارجية
- Cancer Immunotherapy Consortium نسخة محفوظة 12 فبراير 2013 على موقع واي باك مشين. (به رسالة إخبارية تحتوي على ملخص جيد لأخبار لقاحات السرطان مثل التجارب الإكلينيكية)
- Cancer Vaccine Collaborative (تجارب إكلينيكية منسقة في المرحلة الأولى للقاحات السرطان العلاجية)
- International Society for Biological Therapy of Cancer
- Association for the Immunotherapy of Cancer
- سلسلة حلقات BioBusiness.TV للعلاج المناعي للسرطان BioBusiness.TV Cancer Immunotherapy Series - مفاهيم علمية وإكلينيكية وصناعية ومالية على يوتيوب